# Етъл Баримор
Етъл Баримор (на английски: Ethel Barrymore е американска актриса от прочутото семейсто Баримор. 

## Биография
Родена на 15 август 1879 във Филаделфия, Пенсилвания. Дъщеря е на Джорджиана Баримор и Морис Баримор и сестра на Лайънъл Баримор и Джон Баримор. Играе в трупата на Хенри Ървинг (Великобритания). Гастролира в различни градове на САЩ. Снима се и във филми.
През 1928 г. на нейно име е кръстен театър „Етъл Баримор“ в Манхатън.
Баримор умира на 15 август 1959 г. от сърдечни проблеми. От 1960 г. има звезда на Холивудската алея на славата.

## Роли
- Жулиета – „Ромео и Жулиета“ – Уилям Шекспир
- Офелия – „Хамлет“ – Уилям Шекспир
- Порция – „Венецианският търговец“ – Уилям Шекспир
- Г-ца Мофет – „Пшеницата е зелена“ – Емлин Уилямс

## Избрана филмография
| Година | Филм                 | Оригинално заглавие       | Роля          | Режисьор     |
| ------ | -------------------- | ------------------------- | ------------- | ------------ |
| 1944   | Само самотното сърце | None but the Lonely Heart | Ма Мот        | Клифърд Одет |
| 1949   | Пинки                | Pinky                     | мис Ем        | Елия Казан   |
| 1949   | Червеният Дунав      | The Red Danube            | Висшата майка | Джордж Сидни |